# Tripimeni
Tripimeni (gr. Τρυπημένη, tur. Tirmen) – wieś na Cyprze, w dystrykcie Famagusta. De facto pod kontrolą  Cypru Północnego.